# Хари Едвард
Хари Едвард (енгл. Harry Francis Vincent Edward пореклом из Британске Гвајане бивши британски атлетичар, специјалиста за спринт и освајач је две бронзане медаље на Летњим олимпијским играма 1920. у Антверпену. Први је црни спортиста Уједињеног Краљевства, који је освојио олимпијску медаљу.

## Биографија
Пре Првог светског рата живео је и школовао се у Немачкој где је у Берлину у трци на 200 метара постигао време 21,7 с. За време рата био је интерниран, а затим је отишао у Уједињено Краљевство.
На првенству Аматерске атлетске асоцијације победио је три пута од 1920-1922 на 100 и 200 метара, а 1922 успева да постигне троструки успех победивши и у трви на 440 јарди. Год. 1919. и 1921. био је и члан победничких мешовитих штафета.
На Олимпијским играма 1920. освојио је бронзане медаље у оба спринта, а био је приморан да се после повреде мишића у трци на 200 м, повуче из штафете 4 х 100 метара.
Преселио се у Њујорк, где је направио успешну каријеру, радећи у Уједињеним нацијама. После пензионисања вратио се у Западну Немачку где је и умро 1973. године

## Лични рекорди
- 100 јарди – 9,9 (1919);
- 100 метара – 10,8 (1920);
- 220 јарди – 21,6 (1920);
- 440 јарди – 49,6 (1922).